# Sítio Arqueológico Toro Muerto

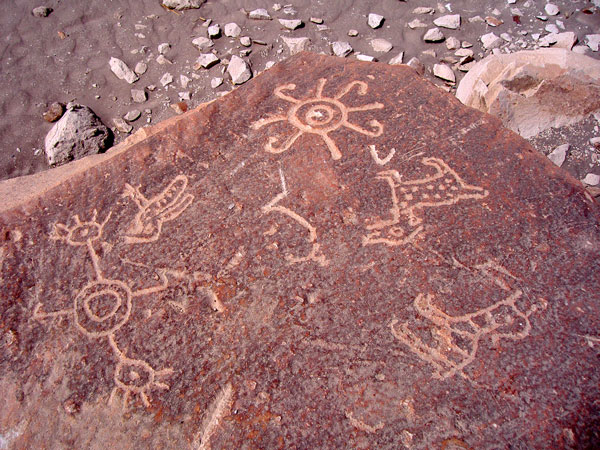
Petróglifos de Toro Muerto

O Sítio Arqueológico Toro Muerto é um complexo de petróglifos gravadas em rochas vulcânicas, feitas entre os anos de 800 d.C. e 1.000 d.C. Pertence aos distritos de Uraca e Aplao, província de Castilla, na região de Arequipa, no Peru. É um patrimônio cultural nacional, tombado pelo Ministério da Cultura do Peru, sob a Resolução Diretiva nº 037/INC, na data de 29 de janeiro de 2002. E entrou para a lista provisória da Organização das Nações Unidas para a Educação, a Ciência e a Cultura (UNESCO), na data de 5 de agosto de 2019.

## Localização
Toro Muerto está localizado próximo da cidade de La Candelaria e a 163 quilômetros da cidade de Arequipa, em uma ravina desértica no Vale de Majes. Este vale servia de rota, entre serra e litoral, para as populações pré-hispânicas, pois era o único local no deserto com umidade permanente por causa de uma fonte de água subterrânea.
O Sítio Arqueológico Toro Muerto abrange uma área de cinquenta quilômetros quadrados, onde dez quilômetros quadrados, na parte central, está a maior concentração de petróglifos.

## Características

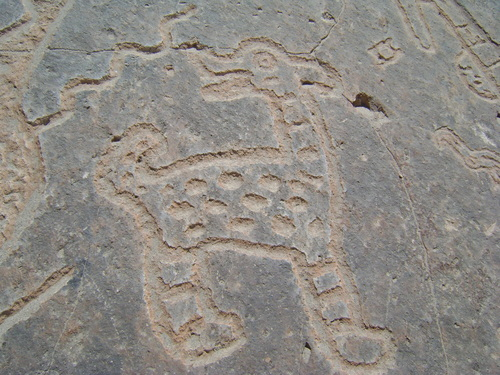

Os petróglifos de Toro Muerto foram gravados profundamente em rochas vulcânicas, utilizando técnicas diversas, uma delas foi a técnica de percussão indireta, utilizando-se dois instrumentos semelhantes ao cinzel e ao martelo. Outra técnica utilizada foi a técnica de raspar.
As figuras possuem coloração variando do marrom escuro quase preto ao sépia claro e branco cremoso, com diversas representações de figuras humanas, zoomórficas, formas geométricas e cruzes.
Figuras humanas:
- Homens com cabeças de troféus ou gargantas cortadas
- Homens com cocares em forma de penas
- Homens com mãos extraordinariamente grande
- Homens com figuras serpentinas saindo de suas axilas
- Homens com cocares radiantes
- Figuras humanas com máscaras ou adornos corporais
- Homens vestidos de roupas adornadas com linhas onduladas
- Figuras humanas  segurando camelídeos
- Figuras humanas mostrando o falo
- Figura humana cuja mão esquerda toca um pássaro
- Figuras humanas dançando segurados pelas mãos
- Figuras humanas com dedos enormes nas quatro extremidades

Figuras zoomórficas:
- Felinos com manchas no corpo e sem manchas
- Camelídeos sozinhos ou com seus pastores
- Camelídeos presos em currais circulares
- Camelídeos amamentando seus filhotes
- Caravanas de camelídeos onde o focinho de um está preso à cauda do outro
- Aves em voo ou parados
- Peixes
- Cobras
- Lagartos

Cruzes:
- Cruz grega com quadrado em seu centro e ponto central no quadrado
- Cruz grega com raios internos
- Cruz com lâminas terminando em ganchos
- Cruzes gregas concêntricos

Figuras geométricas:
- Quadrado com círculo dentro
- Quadrado com uma cruz dentro cheia de pontos
- Círculos unidos por linhas retas
- Figuras solares com ponto central

## Intervenções arqueológicas
No início da década de 1950, o pesquisador Eloy Linares Málaga e arqueólogo alemão Hans Dietrich Disselhoff descobrem os petróglifos de Toro Muerto. E em 1954, Hans Dietrich Disselhoff o apresentam em uma conferencia na Alemanha e depois o publicou na revista Baessler-Archiv, no ano de 1955. No final dos anos de 1960, Eloy Linares Málaga se proclama o descobridor oficial de Toro Muerto e em suas publicações cita como a data da descoberta o dia 5 de agosto de 1951. Durante esse período, foram tiradas as primeiras fotos documentais, feitos desenhos à mão livre de alguns petróglifos e uma planta da região sul do sítio.
Em 1965, na intervenção arqueológica feita pela Missão Francesa de Paule Barret-Reichlen e seu marido Henry Reichlen, foram encontradas ferramentas de pedra, algumas das quais provavelmente foram usadas para a produção de petróglifos. Essas peças estão guardadas no Musée du quai Branly, em Paris e no Museu Nacional de Arqueologia, Antropologia e História do Peru, em Lima. Também foram registradas 190 rochas com petróglifos na região sul do sítio.
No final dos anos de 1970, o geógrafo e diplomata cubano Antonio Núñez Jiménez fez uma extensa documentação fotográfica de Toro Muerto. Todo o documento deste projeto está atualmente guardado na Fundação Antonio Núñez Jiménez para a Natureza e o Homem, em Cuba.
Em 1998, a sede regional do Instituto Nacional de Cultura em Arequipa elaborou o mapa topográfico detalhado e os limites do sítio foram demarcados, ficando uma área de cinquenta metros quadrados. Foram inventariadas e identificadas em torno de duas mil rochas.
No ano de 2000, Muriel Pozzi-Escot fotografou e documentou 1.151 rochas da região central do sítio. Entre os anos de 2008 e 2016, Daria Rosińska da Universidade de Wrocław, na Polônia, e Luis Héctor Rodríguez Díaz realizaram uma pesquisa referente a paisagem e em alguns elementos culturais como cemitérios, caminhos, locais de descanso e vestígios de canais de irrigação. Ente os anos de 2003 e 2018, o investigador holandês Maarten van Hoek trabalhou na interpretação de alguns motivos da iconografia, na cronologia dos petróglifos e alguns aspectos de sua execução. Entre 2015 e 2016, Karolina Juszczyk do Instituto de Arqueologia da Universidade de Varsóvia, e Abraham Imbertis Herrera da Arquom tica SAC, no Peru, registraram e inventariaram mais 1.650 rochas e foi feito o primeiro ortofotomapa das regiões sul e central do sítio, alguns modelos 3D das rochas gravadas e vários traçados dos petróglifos.

## Turismo
Toro Muerto é um ponto turístico da região de Arequipa. Há um Centro de Informações na cidade de La Candelaria, com bilheteria para a compra do ticket de acesso ao sítio. 